# لا مارکی (تگزاس)
لا مارکی، تگزاس(به انگلیسی: La Marque, Texas) شهری در ایالت تگزاس از ایالات جنوبی ایالات متحده آمریکا است. در سرشماری سال ۲۰۰۰، جمعیت این شهر ۱۳۶۸۲ نفر اعلام شد.